# ブシモのテレビ
『ブシモのテレビ』とは、2015年7月4日から9月26日までTOKYO MX・BS11で放送していた、情報バラエティ番組である。ブシロードの一社提供番組でもある。実質的な『みるみるミルキィ』の後継番組。

## 出演者
- 徳井青空
- 橘田いずみ
- 櫻井なる - ナレーター[注 1]

## コーナー
爆走兄弟レッツ&ゴー!!ミニ四駆ワールドランナー
ゲームで登場するマシンや、キャラクターを紹介しながら作品の魅力にせまる。
白黒お夜食ジョーカー
スマートホォンのGPS機能でその場所の特産品が手に入ること機能が人気のアプリ、しろくろジョーカー。そんな特産品を天津の向清太朗が実際に行って入手するという企画。現在東京、神奈川県横浜市、小田原市、千葉県船橋市まで足を運んでいる。
徳井青空のスクフェスチャレンジ
『ラブライブ! スクールアイドルフェスティバル』のCMでパーフェクトを出す徳井青空。そんな徳井に課題曲を一発勝負で挑んでもらい実際の腕前はどうなのか確かめる企画。

## ネット局
- TOKYO MX 土曜22:30 - 23:00
- BS11 土曜18:30 - 19:00